# Db4o

db4o (db4objects) — встраиваемая система управления базами данных для объектов с открытым исходным кодом. Для некоммерческого использования db4o доступна под лицензией GPL. Поскольку СУБД предназначена для хранения объектов, её полноценная реализация возможна только в языках программирования, использующих рефлексию. Версия 5.2 поддерживает технологии Java, .NET Framework и Mono.

## История
Термин "объектно-ориентированные системы баз данных" появился примерно в 1985 году, хотя первые научные разработки в этой области начались в середине 1970-х годах.
Первые коммерческие объекты системы управления базами данных появились в 1990-х годах.
Вторая волна роста наблюдалась в первом десятилетии 21 века, когда объектно-ориентированные базы данных, записанные полностью на объектно-ориентированном языке, появились на рынке. DB4O является примером таких систем, записанным полностью на Java  и С#. Разработка проекта была начата в 2000 г. архитектором Карлом Розенбергом, доставлен позже - в 2001. Около 100 сотрудников и пользователей сообщества поддержали DB4O с первых дней и уже тогда он пользовался успехом в использовании в корпоративных и академических приложениях, еще до его запуска в корпоративную сеть. 
В 2008 году DB4O была куплена компанией Versant. На рынке представлена в открытом лицензионном виде.С момента первоначального запуска DB4O была существенно улучшена.

## Место в мире баз данных
DB4O представляет собой модель объектно-ориентированной базы данных.Разрабатываясь на DB4O базы данных не требуют создания отдельной модели данных, класс модели приложения определяется структурой данных в базе DB4O. 
Разработчики, использующие реляционные базы данных, имеют преимущество использования DB4O в том, что их можно использовать как дополнительный инструмент. В DB4O-RDBMS обмен данными выполняется с помощью копирующей системы (dRS). Так же dRS может использоваться для перемещения между объектом (DB4O) и реляционными технологиями (RDBMS). 

## Особенности
Кодовая база данных
Db4o содержит функцию,позволяющий хранить любой объект с единственной командой:
objectContainer.store(new SomeClass());
Все поля объекта сохраняются автоматически. 
Встраиваемость
db4o проектируется таким образом, что она является вложенной в другие программные компоненты,  полностью невидимой  пользователю. Поэтому, db4o не нужен никакой отдельный инсталляционный механизм.
Client-server метод
Client/server  позволяет db4o держать связь  между клиентскими приложениями и сервером. Db4o пользуется TCP/IP для client-server коммуникаций и позволяет размещать номер порта. Коммуникация осуществляется через запрос.

Документация
Db4o обеспечивает различные источники документации : обучающая программа, ссылки на документацию, документацию API  и блоги. Достаточное количество важной информации также может быть доступной из форумов, статей и т.п.
Диспетчер Объектов
Диспетчер  Объектного Управления  - база данных db4o является  дополнительным инструментом к программе, Позволяет просматривать классы и объекты в базе данных, соединять с сервером базы данных, строить запросы,  просматривать статистику базы данных, и т.п.
Также база данных db4o обеспечивает некоторые административные функции:
- Индексация

- Дефрагментация
- Дублирование

.